# Dwór Radzin w Celestynowie
Dwór Radzin – zabytkowy dwór w Celestynowie. Do rejestru zabytków wpisano murowany dwór wraz z otaczającym go parkiem. Przestronne pomieszczenia dworu zostały odnowione i urządzone z zachowaniem charakteru dziewiętnastowiecznego dworu ziemiańskiego. W dworze można urządzać spotkania rodzinne, takie jak wesela, komunie itp.

## Historia dworu
W połowie XIX wieku ówcześni właściciele tych ziem, Radzińscy wystawili w tym miejscu drewniany dwór. Ich spadkobiercą w 1871 roku był Celestyn Polakiewicz (od którego imienia wziął nazwę Celestynów). W 1875 roku wybudował tu murowaną rezydencję. Jest to najstarszy budynek w Celestynowie. 
W czasie niemieckiej okupacji we dworze znajdowała się baza 780 plutonu z placówki „Wilk” IV Regionu „Fromczyn” VII Obwodu „Obroża” Okręgu Warszawskiego AK. Było to miejsce wypadowe do akcji sabotażu i dywersji, głównie kolejowej. Wspierano również żołnierzy AK, idących na pomoc powstaniu warszawskiemu. Spotykali się tu również harcerze celestynowskich Szarych Szeregów. Komendantem placówki był por. Ziemowit Szczakowski „Dan”, jego pamięci poświęcona jest tablica pamiątkowa znajdująca się w kruchcie kościoła w Celestynowie.